# Patmos (Arkansas)
Patmos es una ciudad ubicada en el condado de Hempstead en el estado estadounidense de Arkansas. En el Censo de 2010 tenía una población de 61 habitantes y una densidad poblacional de 189,94 personas por km².

## Geografía
Patmos se encuentra ubicada en las coordenadas 33°30′41″N 93°34′0″O / 33.51139, -93.56667. Según la Oficina del Censo de los Estados Unidos, Patmos tiene una superficie total de 0.32 km², de la cual 0.32 km² corresponden a tierra firme y (0%) 0 km² es agua.

## Demografía
Según el censo de 2010, había 61 personas residiendo en Patmos. La densidad de población era de 189,94 hab./km². De los 61 habitantes, Patmos estaba compuesto por el 93.44% blancos, el 1.64% eran de otras razas y el 4.92% pertenecían a dos o más razas. Del total de la población el 1.64% eran hispanos o latinos de cualquier raza.